# Ephesia combinata
Ephesia combinata là một loài bướm đêm trong họ Noctuidae.